# Vincenzo Bandello
Vincenzo Bandello (o Bandelli) (Castelnuovo Scrivia, 1435 – Altomonte, 27 agosto 1507) fu generale dell'ordine de' Predicatori dal 1501 sino al 1506 (o 1507).

## Biografia
Nativo di Castelnuovo nel Tortonese, si unì all'Ordine dei frati predicatori. Divenne in seguito priore di Santa Maria delle Grazie a Milano.
Ebbe un ruolo nella realizzazione dell'Ultima Cena di Leonardo da Vinci, suggerendo certi particolari della composizione. Il priore stesso avrebbe servito da modello per la figura di Giuda Iscariota, che nel dipinto di Leonardo è raffigurato in modo differente dalla grande maggioranza delle ultime cene dell'epoca. Leonardo lo dipinge lasciandogli l'aureola al pari degli altri apostoli e non isolato dal gruppo, come aveva fatto pure il domenicano Beato Angelico nell'Ultima Cena dell'Armadio degli Argenti (Museo di San Marco, Firenze).

### Maestro generale dell'Ordine dei predicatori
Un Capitolo generale dell'Ordine dei frati predicatori lo elesse Maestro generale nel 1501. In quanto Maestro, fondò le congregazioni della Repubblica di Ragusa nel 1501 e della Signoria d'Irlanda nel 1505. La sua politica mirava a scoraggiare il culto di Girolamo Savonarola, sebbene quest'ultimo fosse stato suo allievo, anche se comunque non soppresse la Congregazione di San Marco fondata dallo stesso Savonarola. Nel 1506, pubblicò una nuova versione delle Costituzioni dell'Ordine.
Uomo di grand'ingegno e di vastissima erudizione; fu il più trasportato di quanti mai vi fossero stati nel combattere l'opinione che stabilisce l'immacolata concezione di Maria Vergine; nell'impugnare la quale opinione – comune fra i Cattolici nel XVI secolo – si lasciò trasportare dal suo ardore, tacciando come ignoranti, empi ed eretici i suoi avversari. Ciò però avvenne prima che Sisto IV con la sua bolla facesse espresso divieto di simili dispute.
Alla sua morte, gli successe alla testa dei Dominicani nel 1507 Jean Clérée.
Era lo zio di Matteo Bandello.